# ジェフリー・オズボーン
ジェフリー・オズボーン（Jeffrey Osborne）は、アメリカ合衆国ロードアイランド州出身のソウル歌手、作曲家。L.T.D.のボーカル。

## プロフィール
ジェフリー・オズボーンはロードアイランド州プロビデンスに生まれた。父はデューク・エリントンやカウント・ベイシー、ライオネル・ハンプトンらと共演したジャズ・ミュージシャンだった。やがてオズボーンはノース・キャロライナ州グリーンズボロで、L.T.D.の結成に参加する。彼は「ラヴ・バラッド」や「バック・イン・ラヴ・アゲイン」などのヒット曲でボーカルをつとめた。1980末にはグループを離脱し、ソロとして「I Really Don't Need No Light」「On the Wings of Love」などのヒットを放った。

## ディスコグラフィ

### アルバム
- 『フー・フー・フー』 - Jeffrey Osborne (1982年、A&M)
- 『ステイ・ウィズ・ミー・トゥナイト』 - Stay With Me Tonight (1983年、A&M)
- 『ドント・ストップ』 - Don't Stop (1984年、A&M)
- 『エモーショナル』 - Emotional (1986年、A&M)
- 『ワン・ラヴ — ワン・ドリーム』 - One Love: One Dream (1988年、A&M)
- 『オンリー・ヒューマン』 - Only Human (1990年、Arista)
- Something Warm for Christmas (1997年、Modern)
- 『ザッツ・フォー・シュア』 - That's for Sure (2000年、Private Music)
- 『ミュージック・イズ・ライフ』 - Music Is Life (2003年、Koch)
- From the Soul (2005年、Koch)
- A Time for Love (2013年、Saguaro Road)
- Worth It All (2018年、Artistry)

### シングル
- "I Really Don't Need No Light" (1982年) ※featuring リン・デイヴィス
- "On the Wings of Love" (1982年)
- 「フー・フー・フー」 - "Who You Talkin' To?" (1982年)
- "Eenie Meenie" (1983年)
- "Don't You Get So Mad" (1983年)
- "Stay with Me Tonight" (1983年)
- "Plane Love" (1984年)
- "We're Going All the Way" (1984年)
- 「愛のラストシーン」 - "The Last Time I Made Love" (1984年) ※with ジョイス・ケネディ
- 「ドント・ストップ」 - "Don't Stop" (1984年)
- "The Borderlines" (1984年)
- 「レット・ミー・ノウ」 - "Let Me Know" (1985年)
- 「君だけに愛を」 - "You Should Be Mine (The Woo Woo Song)" (1986年)
- 「ソエト」 - "Soweto" (1986年)
- "Room with a View" (1986年)
- 「イン・ユア・アイズ」 - "In Your Eyes" (1986年)
- 「ラブ・パワー」 - "Love Power" (1987年) ※with ディオンヌ・ワーウィック
- "She's On the Left" (1988年)
- "Can't Go Back on a Promise" (1988年)
- "All Because of You" (1989年)
- 「ふたりのハーモニー」 - "Take Good Care of You and Me" (1989年) ※with ディオンヌ・ワーウィック
- "Only Human" (1990年)
- "If My Brother's in Trouble" (1991年)
- "The Morning After I Made Love to You" (1991年)
- "Far Longer than Forever" (1994年) ※デュエット with レジーナ・ベル
- "Yes I'm Ready" (2000年)
- "The Rest of Our Lives" (2003年)
- "Yes I'm Ready" (2005年)

## 参照
- Jeffrey OSBORNE　ジェフリー・オズボーン